# Zartir lao
Zartir lao (armenisch: Զարթի՛ր, լաօ) ist ein beliebtes armenisches revolutionäres Volkslied. Es wurde in den 1890er Jahren komponiert, preist den prominenten Fedayi-Führer Arabo und ist ein Weckruf für den Kampf gegen die Türken.

## Herkunft
Das Lied wurde ursprünglich von Fahrat, einem armenischen Ashugh aus Mush, geschrieben. Der Held des Liedes ist Arabo, der berühmte Fedayi, der heute als Symbol der armenischen Befreiungsbewegung dargestellt wird. Er war hauptsächlich in der Mush-Ebene und in Sasun tätig. Im Jahr 1893 wurde seine Gruppe auf dem Rückweg vom Kaukasus in einer Schlucht bei Bulanikh umzingelt. Alle Mitglieder seiner Gruppe wurden getötet, auch Arabo selbst.
Im Laufe der Zeit geriet der Zusammenhang mit Arabos Tod in Vergessenheit. Dies spiegelt sich auch in der Entwicklung des Titels des Liedes wider: "Arabos Lied" ("Արաբոյի երգ"), "Das Lied des tapferen Arabos" ("Քաջ Արաբոյի երգ"), "Das Lied von Mshetsi" ("Մշեցու երգ"), "Zartir lao" ("Զարթիր լաօ") usw.

### Komposition
Das Lied ähnelt stilistisch anderen traditionellen armenischen Wiegenliedern, hat aber den Zweck eines Weckrufs. Die Mutter ist die zentrale Figur. Sie erzählt ihrem Sohn von der miserablen Lage der Armenier und ruft ihn zum militärischen Kampf gegen die völkermordenden Türken auf. Die Mutter nennt Arabo als Beispiel für ihren Sohn, damit er sich als Fedayi (Widerstandskämpfer) für die Befreiung Armeniens meldet. Der Ton des Liedes wird durch die doppelte Zeile "զարթիր լաօ, մեռնիմ քեզի" ("Steh auf, mein Kind, ich flehe dich an"; wörtlich: "Steh auf, mein Kind, ich werde für dich sterben"), was ein Aufruf zum Kampf an alle Armenier ist.

### Aufgenommene Versionen
- Hovhannes Shahbazyan (2004)
- KOHAR Symphony Orchestra and Choir (2008)

### Text
| Armenisch | Lateinische Transkription | Deutsche Übersetzung |
| --- | --- | --- |
| Խուժան ասկեար զօրք է ժողուեր Եկեր Մշոյ դաշտն է պատեր։ Սուլթան կ՚ուզէ ջնջել մզի. Զարթի՛ր, լաօ, մռնիմ քզի։ Խեղճ մշեցին մեռաւ լալով, Օտար երկիրներ ման գալով Մեռաւ թուրքի պարտքը տալով. Զարթի՛ր, լաօ, մռնիմ քզի։ Ի՞նչ անիծեմ թուրք ասկեարին, Որ սպաննեց ջոջ Աբոյին։ Մեր յոյս թողեց օրօրոցին. Զարթի՛ր, լաօ, մռնիմ քզի։ | Khuzhan askyar zork e zhoghver Yeker msho dashtn e pater. Sultan k'uze jnjel mzi; Zartir, lao, mrnim kzi. Kheghch mshetsin merav lalov, Otar yerkirner man galov Merav turkin harkê talov; Zartir, lao, mrnim kzi. Inch anitsem turk askyarin, Vor êspanets joj Aboyin. Mer huys toghets ororotsin; Zartir, lao, mrnim kzi. | Die barbarischen Soldaten haben sich versammelt und belagern das Gebiet von Moush. Der Sultan will uns auslöschen; Steh auf, mein Kind, ich beschwöre dich. Der arme Moushetsi starb aus Trauer [um sein Land], Als er durch fremde Gebiete reiste Er starb bei der Abrechnung mit den Türken; Steh auf, mein Kind, ich beschwöre dich. Wie man den türkischen Soldaten verfluchen kann, Der unseren Widerstandskämpfer Arabo tötete. Und unsere Hoffnung [auf Freiheit] der nächsten Generation überließ; Erhebe dich, mein Kind, ich beschwöre dich. |